# 혜장
혜장(惠藏, 1772년 ~ 1811년 10월 30일(음력 9월 14일))은 조선의 승려이다. 자는 무진, 호는 연파, 속성은 김씨이다. 해남군 출신.
어려서 대둔사에서 승려가 되었고 30세에 대흥사의 주지가 되었다. 《주역》 《논어》를 즐겨 읽고 변려문을 잘하였으며 성리학에도 뛰어났다. 저서로 《아암집》이 있다.

## 전기 자료
- 정약용, 《여유당전서》 제1집, 〈시문집〉 권17, 아암 장공 탑명